# Другая жизнь (фильм, 2017)
Другая жизнь — документальный фильм режиссёра, продюсера и сценариста Дмитрия Васюкова. 
Первая серия повествует о русских, чьи предки пришли на Алтай больше трех веков назад, вторая — о коренном населении этого края, алтайцах. Вместе с героями зрители погружаются в их ежедневный быт: охоту на пушного зверя, коневодство, разведение пчел, строительство, заготовку дров — и отдых, узнают о местных легендах, традициях и поверьях.
Картина получила не менее высокую оценку и в профессиональной среде, выиграв питчинг документального кино в рамках деловой площадки Moscow Business Square на 36-м ММКФ. Компания Canon поддержала проект-победитель, предоставив профессиональную кинокамеру на все время проведения съемок.
С 6 по 12 декабря 2017 года фильм принимал участие в международном фестивале документального кино «Артдокфест».
«Документальный фильм „Другая жизнь“ продолжает главную тему цикла „Счастливые люди“ — о вере человека в себя и о великом навыке выживания. Это фильм о сильных, свободных духом людях, которых не заботит большинство вещей, волнующих жителей городов. Может быть, их судьбы послужат для кого-то примером, кому-то помогут посмотреть на себя другими глазами, переосмыслить собственную жизнь.»
Над фильмом работали: операторы Е. Рыбалко, А. Проваторов, композитор А. Войтинский, режиссёр Д. Васюков.
Съемки фильма проходили несколько лет назад, но работа над ним завершилась только в 2017 году.
Художник Николай Чепоков воспитывался в детдоме, а собственного дома у него никогда и не было. Он бродит по Алтаю со своим старинным станочком, понягой, и пишет картины, которые подписывает словом «Таракай», что означает «Странник».